# Jacques Tremblay
Pour les articles homonymes, voir Tremblay.
Pour le député d'Iberville de 1973 à 1976, voir Jacques-Raymond Tremblay.
Jacques Tremblay, né le 8 février 1942 à Iberville, est un chef d'entreprise et homme politique québécois, député libéral d'Iberville à l'Assemblée nationale du Québec des élections générales de 1985 aux élections générales de 1989, durant lesquelles il ne se représente pas.

## Biographie

### Jeunesse et carrière avant la politique
Jacques Tremblay naît le 8 février 1942 à Iberville de l'industriel Pierre Tremblay et d'Eugénie Béchard,. Ses études primaires et secondaires sont complétées à Iberville,. Il poursuit des études supérieures en technologie du béton à l'Université Laval et en économie à l'UQAM, avant de suivre des programmes en administration, marketing et en psychologie des affaires entre autres, à l'École des hautes études commerciales de Montréal,.
De 1966 à 1985, il dirige l'entreprise familiale Ciment Tremblay de 1966 à 1985, puis le groupe Tremca jusqu'en 1995,. En 1968-1979, il préside la Jeune Chambre de Saint-Jean et d'Iberville, et de la Jeune Chambre régionale des Cantons-de-l'Est en jusqu'en 1970. En 1980 et en 1981, il est président de l'Association des fabricants de tuyaux de béton du Québec et pendant deux ans de 1983 à 1984, il est directeur de l'Association québécoise des fabricants d'éléments de béton.

### Carrière politique
Jacques Tremblay se présente dans la circonscription d'Iberville aux élections générales de 1985 avec le Parti libéral et l'emporte face au député péquiste sortant Jacques Beauséjour,. Pendant sa campagne, il avait notamment prôné son expérience en tant que chef d'entreprise et a critiqué les performances économiques des péquistes. Durant son mandat, il est président de la Commission de l'agriculture, des pêcheries et de l'alimentation du 11 février 1986 au 26 août 1987,. Par la suite, du 28 août 1987 au 23 juin 1988, il est adjoint parlementaire de Daniel Johnson, puis pour Pierre MacDonald jusqu'en août 1989,.
Il décide de ne pas briguer un second mandat à la veille des élections de 1989,. À la moitié de son mandat, il avait également évoqué vouloir passer à la politique fédérale.
Fervent supporter de la fusion d'Iberville à Saint-Jean-sur-Richelieu, il a plus tard annoncé son intention de se présenter aux élections municipales de novembre 2002 dans la nouvelle ville fusionnée de Saint-Jean, mais n'a finalement concrétisé son plan.

### Après la vie politique
Depuis 1990, il fait partie des membres de l'Amicale des anciens parlementaires,. La même année 1990, il devient président de Technologies Tremcar,,. En 2016, il est président du conseil d'administration des Amis de l'église patrimoniale de l'Acadie.

## Résultats électoraux
|                                                                                               | Nom                          | Parti                     | Nombre de voix | %     | Maj.  |
| --------------------------------------------------------------------------------------------- | ---------------------------- | ------------------------- | -------------- | ----- | ----- |
|                                                                                               | Jacques Tremblay             | Libéral                   | 18 353         | 55 %  | 4 685 |
|                                                                                               | Jacques Beauséjour (sortant) | Parti québécois           | 13 668         | 41 %  | -     |
|                                                                                               | Serge Corriveau              | Progressiste conservateur | 707            | 2,1 % | -     |
|                                                                                               | Joseph Salvo Rossi           | NPD Québec                | 495            | 1,5 % | -     |
|                                                                                               | Suzanne Gignac               | Socialisme chrétien       | 136            | 0,4 % | -     |
| Total                                                                                         | Total                        | Total                     | 33 359         | 100 % |       |
| Le taux de participation lors de l'élection était de 80,4 % et 579 bulletins ont été rejetés. |                              |                           |                |       |       |